# Nathalie Hagman
Nathalie Mari Hagman (* 19. Juli 1991 in Farsta) ist eine schwedische Handballspielerin. Mit einem Alter von 17 Jahren, 10 Monaten und 19 Tagen ist sie die jüngste Debütantin der schwedischen Nationalmannschaft. (Stand: 13. November 2014)

## Karriere
Nathalie Hagman begann das Handballspielen beim schwedischen Verein BK Söder und schloss sich 2007 Skuru IK an. Mit Skuru gewann sie 2009 die schwedische Jugendmeisterschaft. Nachdem die Rückraumspielerin in der Spielzeit 2010/11 die Torschützenkrone der Elitserien gewonnen hatte, lief sie anschließend für LUGI HF auf, bei dem sie in ihrer ersten Spielzeit ebenfalls die erfolgreichste Torschützin der Liga wurde. Mit LUGI nahm sie in den Spielzeiten 2011/12 und 2012/13 am EHF-Pokal sowie 2013/14 am Europapokal der Pokalsieger teil. In der Saison 2013/14 gewann Hagman mit 167 Treffern erneut die Torschützenkrone der Elitserien, wobei sie eine Trefferquote von 70 Prozent aufwies. Ab dem Sommer 2014 stand sie beim dänischen Erstligisten Team Tvis Holstebro unter Vertrag. Mit Holstebro gewann sie 2015 den EHF-Pokal und 2016 den Europapokal der Pokalsieger. Im Jahr 2015 wurde sie zu Dänemarks Handballerin der Jahres gewählt. In der Saison 2016/17 stand sie bei Nykøbing Falster Håndboldklub unter Vertrag. Mit Nykøbing Falster gewann sie 2017 die dänische Meisterschaft. Ab dem Sommer 2017 lief sie für den rumänischen Verein CSM Bukarest auf. Mit CSM Bukarest gewann sie 2018 die rumänische Meisterschaft sowie 2018 und 2019 den rumänischen Pokal. In der Saison 2019/20 stand sie beim dänischen Verein Odense Håndbold unter Vertrag. Anschließend schloss sie sich dem französischen Erstligisten Nantes Atlantique Handball an. Mit Nantes gewann sie die EHF European League 2020/21. Ab der Saison 2023/24 stand sie beim rumänischen Erstligisten SCM Râmnicu Vâlcea unter Vertrag. Im Sommer 2025 schloss sie sich dem ungarischen Verein Győri ETO KC an.
Hagman bestritt bislang 246 Partien für Schweden, in denen sie 942 Treffer erzielte. Die Europameisterschaft 2010 war ihre erste Turnierteilnahme. Hagman erzielte im Turnierverlauf neun Treffer und gewann die Silbermedaille. Bei der Europameisterschaft 2014 gewann sie mit Schweden die Bronzemedaille. Sie nahm an den Olympischen Spielen 2016 in Rio de Janeiro sowie an den Olympischen Spielen 2020 in Tokio teil. Bei der Europameisterschaft 2018 stellte sie mit 17 Treffern in einem Spiel den EM-Rekord von Karolina Kudłacz-Gloc aus dem Jahre 2006 ein. Drei Jahre später erzielte Hagman bei der Weltmeisterschaft 19 Treffer gegen Puerto Rico, womit sie einen neuen schwedischen Torrekord in einem Länderspiel aufstellte. Am Turnierende gewann sie mit insgesamt 71 Treffern die Torschützinnenkrone. Bei der Weltmeisterschaft 2023 belegte sie mit Schweden den vierten Platz. Hagman erzielte im Turnierverlauf 43 Treffer und wurde in das All-Star-Team berufen. Bei den Olympischen Spielen 2024 in Paris erzielte sie im Turnierverlauf mit 41 Treffern die meisten Tore.